# 潔さ
潔さ（いさぎよさ、純度）は、汚れのないこと、悪びれのない状態を表す名詞である。

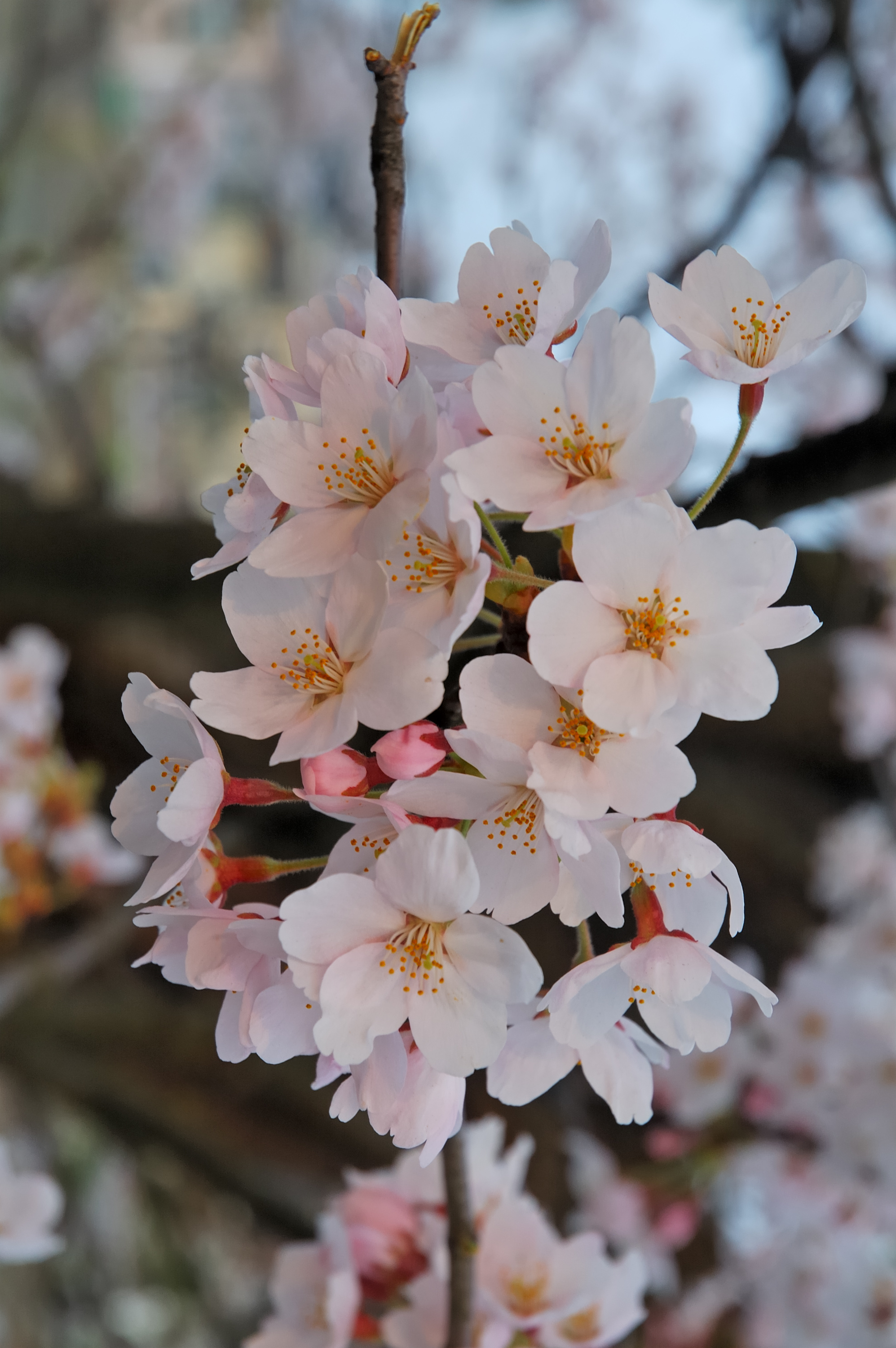
桜はこの世のの一過性を受け入れるという意味では潔さのシンボルとして扱われる

日本の社会や日本の文化、特に歴史的封建時代の日本では潔さは美徳とされ、断固とした落ち着き、または男らしさと解釈されている。  潔さは、落ち着きと平常心で死を受け入れる能力である。  このような精神、忠誠心（誠実さ）、勤勉さ、および定常（地道さ）のような他の美徳以外としても表される。
桜は、その一時的な性格上、世の現象を受け入れるという意味で潔さの象徴として扱われるが、Honda（2001）は、これらの美徳は特に日本ではなく、すべてのアジアの農業社会に共通の道徳規範を形成すると主張している。